# Cmentarz wojenny nr 46 – Konieczna
Cmentarz wojenny nr 46 – Konieczna-Beskidek – austriacki cmentarz z I wojny światowej, znajdujący się w miejscowości Konieczna w gminie Uście Gorlickie.
Cmentarz położony jest w Beskidzie Niskim na południowy zachód od wsi Konieczna, w partii szczytowej wzniesienia Beskidek po jego północno-wschodniej stronie, około 800 m na północny zachód od przełęczy Beskidek (Dujawa). Obok cmentarza po południowo-zachodniej stronie przebiega polsko-słowacka granica państwowa.
Na cmentarzu znajduje się 6 grobów zbiorowych, oraz 48 grobów pojedynczych. Pochowano w nich 303 żołnierzy poległych w styczniu i lutym 1915: 168 żołnierzy austro-węgierskich z 1, 3, 5, 9, 14, 28, 47, 87 i 154 pułku piechoty, 135 rosyjskich z 193 i 195 pułku piechoty. Spośród 168 pochowanych żołnierzy austriackich znana jest tożsamość 163. Nie zidentyfikowano tożsamości 5 żołnierzy austro-węgierskich i 134 rosyjskich.
Cmentarz o powierzchni 2047 m² zaprojektowany przez Dušana Jurkoviča zbudowany jest na planie zbliżonym do krzyża łacińskiego, ogrodzony jest płotem z drewnianych sztachet łączących prostopadłościenne słupki, wymurowane z kamienia łupanego i zwieńczone gontowym daszkiem. Wejście tworzy drewniana dwuskrzydłowa furtka. Główny element cmentarza stanowi dwukondygnacyjna, dwudziestometrowa kamienna wieża stojąca na kamiennym tarasie. Nakryta jest wysokim gontowym dachem zwieńczonym żelaznym krzyżem z nałożonym nań symbolem solarnym. Na czterech elewacjach górnej kondygnacji umieszczone są drewniane krzyże łacińskie. Na północnej, wschodniej i południowej elewacji kondygnacji dolnej umieszczone są tablice z inskrypcjami w języku niemieckim. Jedna z nich w wolnym tłumaczeniu głosi : ,,Tu, wśród ciemnych lasów, ziół pachnących i gór błyszczących w dali. Dzielni żołnierze pokonawszy wroga na spoczynek się udali,,. Pola grobowe żołnierzy austro-węgierskich zwieńczają drewniane, rzeźbione krzyże łacińskie a żołnierzy rosyjskich rzeźbione krzyże patriarchalne. Wszystkie krzyże nagrobne przykryte są drewnianymi daszkami przymocowanymi do ramion krzyża ozdobnymi drewnianymi bolcami. Na łączeniu ramion krzyży umieszczone są rzeźbione drewniane tabliczki z danymi pochowanej osoby, noszące bardzo słabo widoczne ślady liter. Ułożone w ciekawym układzie groby otoczone są kamiennymi krawężnikami.

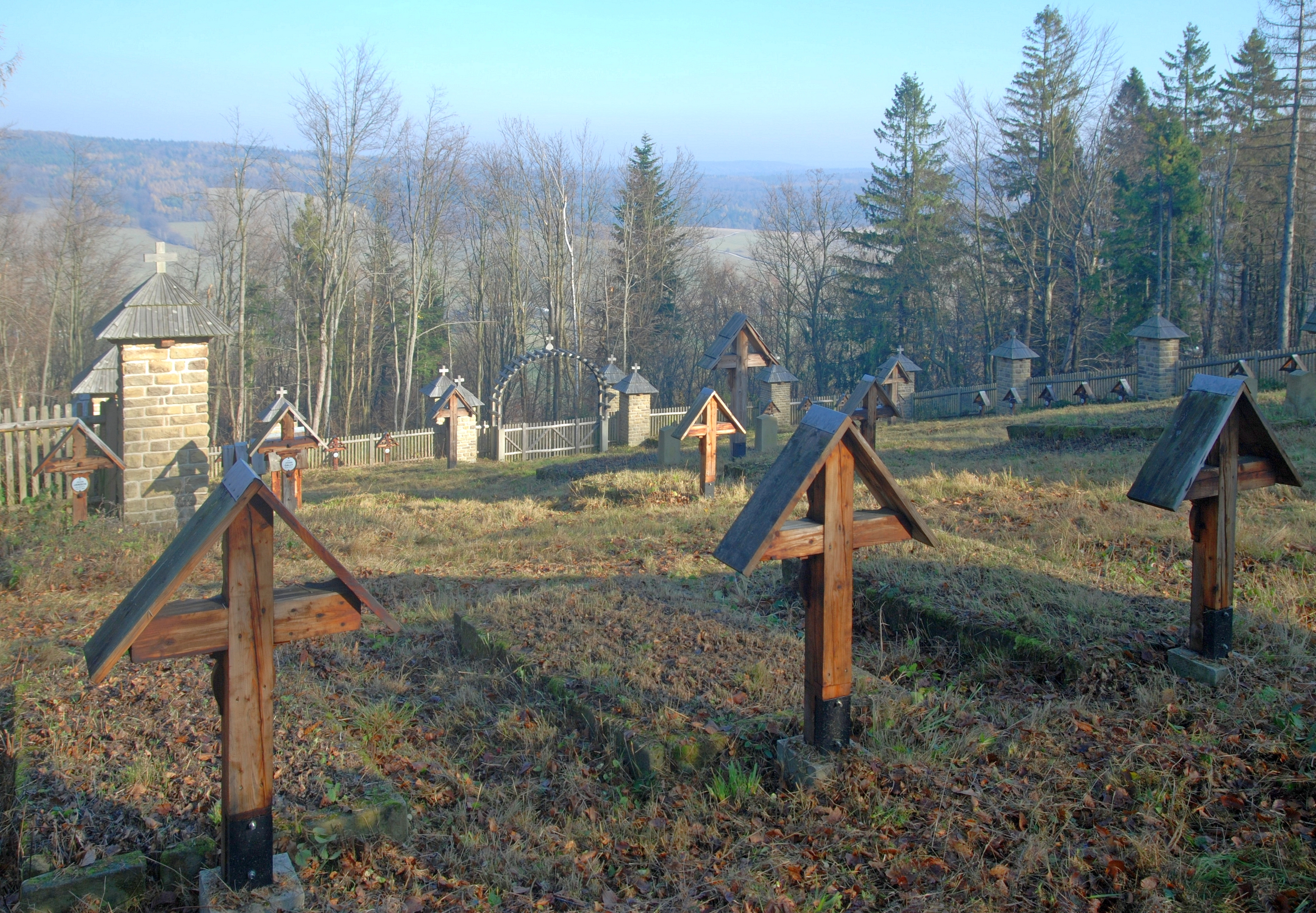
Widok ogólny
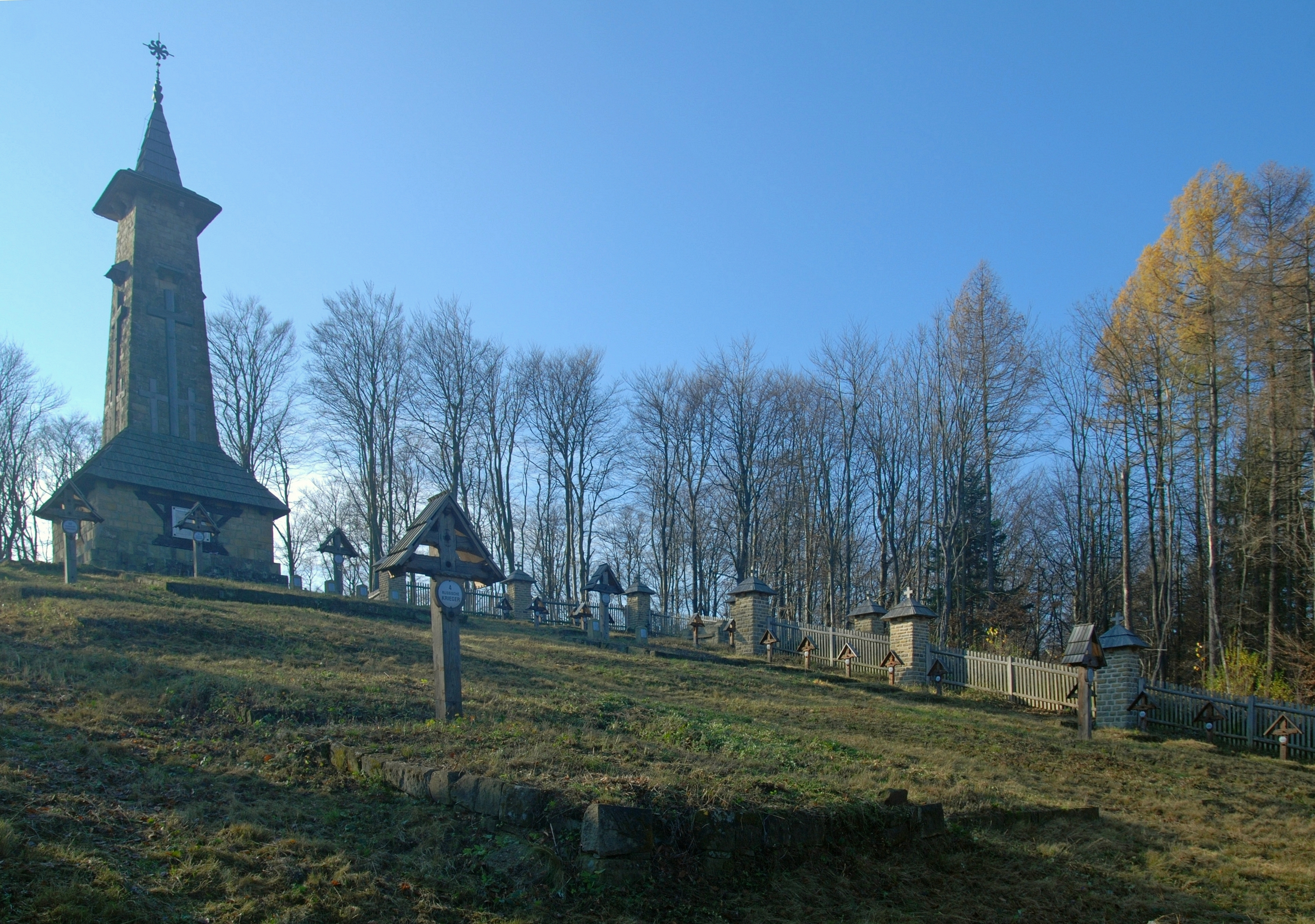
Widok ogólny
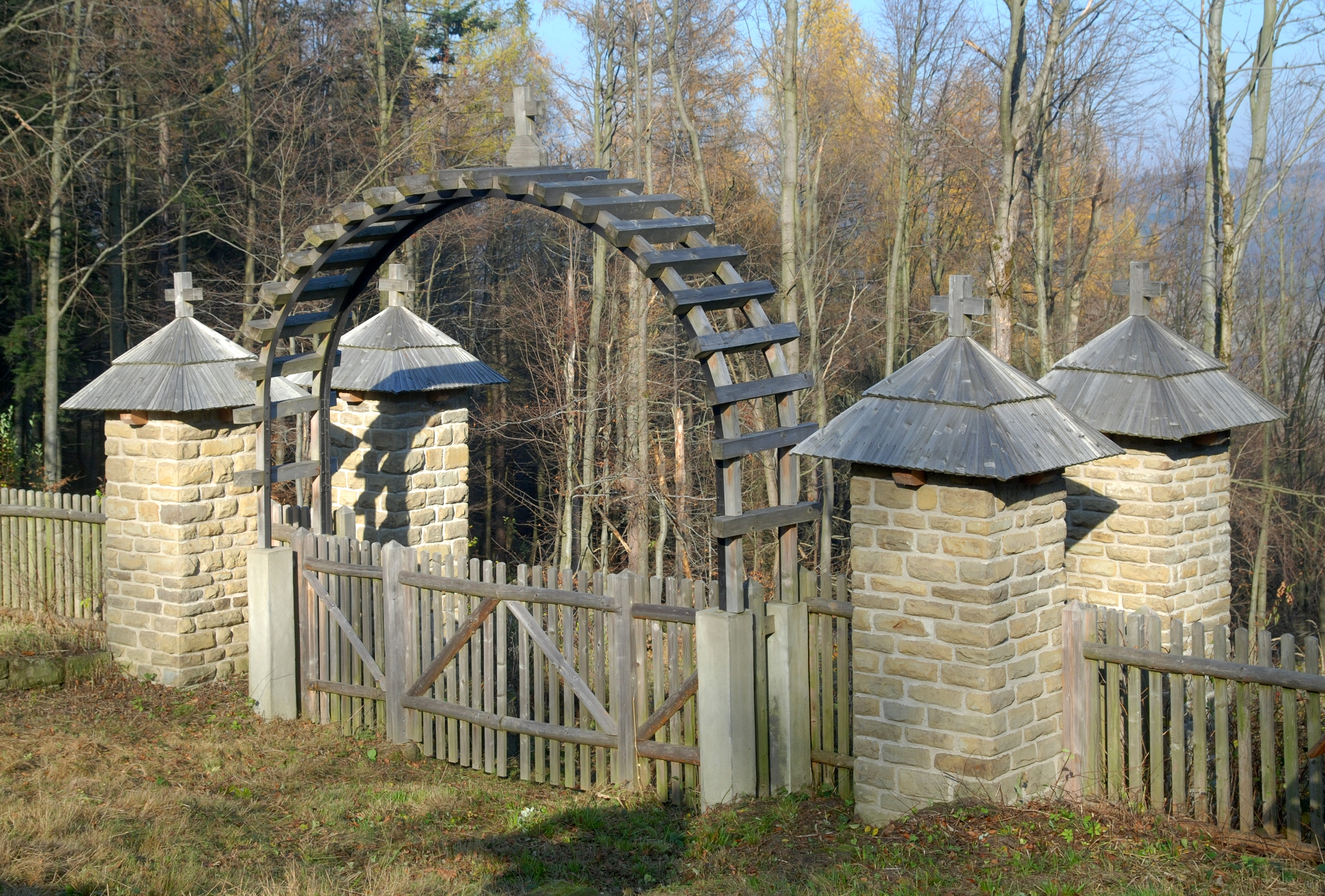
Brama wejściowa

Obiekt jest jednym z ponad 400 zachodniogalicyjskich cmentarzy wojennych zbudowany został w 1915 r. w okręgu cmentarnym numer I (Żmigród) przez Oddział Grobów Wojennych C. i K. Komendantury Wojskowej w Krakowie.
W latach sześćdziesiątych XX wieku cmentarz poddano konserwacji.